# Garé
Garé es un pueblo ubicado en el distrito de Siklós, en el condado de Baranya, Hungría.

## Superficie
Posee una superficie de 8,530 kilómetros cuadrados.

## Demografía
Hasta 2019 la población era de 288 habitantes, con una densidad de población de 33,76 habitantes por kilómetro cuadrado.